# Rezerwat przyrody Kawęczyńskie Brzęki
Rezerwat przyrody Kawęczyńskie Brzęki – florystyczny rezerwat przyrody położony w gminie Babiak, powiecie kolskim (województwo wielkopolskie).

## Charakterystyka
Rezerwat o powierzchni 49,86 ha (akt powołujący podawał 49,64 ha) został utworzony w 1959 roku w celu ochrony lasu dębowo-grabowego z jarzębem brekinią (Sorbus torminalis). Brzęk to miejscowa nazwa jarzębu brekinii. W tym miejscu znajduje się najdalej na wschód wysunięte stanowisko tego gatunku na Nizinie Wielkopolsko-Kujawskiej. Populacja wykazuje tu dynamikę wzrostową. W latach 1998–2013 liczba drzew wzrosła z 76 do 144 sztuk przy jednoczesnej poprawie zdrowotności poszczególnych egzemplarzy. Niekorzystnie na wzrost brekinii wpływa natomiast duże zagęszczenie jaworu.
Obszar rezerwatu podlega ochronie czynnej.

## Podstawa prawna
- Zarządzenie Ministra Leśnictwa i Przemysłu Drzewnego z dnia 2 lipca 1959 r. w sprawie uznania za rezerwat przyrody (M.P. z 1959 r. nr 81, poz. 427
- Obwieszczenie Wojewody Wielkopolskiego z dn. 4.10.2001 r. w sprawie ogłoszenia wykazu rezerwatów przyrody utworzonych do dn. 31.12.1998 r.
- Zarządzenie Nr 9/10 Regionalnego Dyrektora Ochrony Środowiska w Poznaniu z dnia 25 stycznia 2010 r. w sprawie rezerwatu przyrody „Kawęczyńskie Brzęki”